# Guru
Guru, v dévanágarí गुरु, je sanskrtské slovo, které v češtině znamená duchovní učitel a je běžně používané ve védské filosofii, především pak v náboženských a filosofických směrech jako hinduismus, buddhismus a sikhismus; v odvětvích duchovního rozvoje jako meditace a jóga, prakticky ve všech odvětvích védské literatury. Titulem guru jsou také označováni hlavní představitelé některých nových náboženských hnutí jako Mahariši Maheš Jógi, Fritjof Capra nebo A. C. Bhaktivédánta Svámí Prabhupáda, Osho a jiní duchovní. Tzv. guruismus, se kterým přichází teolog a religionista Johannes Aagaard, se věnuje studiu silné a nezpochybnitelné autority, se kterou se setkáváme u duchovních vůdců, kteří přicházejí z Východu na Západ a vládnou nad skupinou svých následovníků.

## Etymologie
Sanskrtské podstatné jméno guru, znamená v češtině a ve všech řečech ze sanskrtu odvozených, jako hindština, maráthština, bengálština, gudžarátština a nepálština, „učitel“.
V hinduistické tradici je toto slovo synonymem pro vědění nebo poznání džňána. Jako adjektivum se často užívá ve významu „závažný“ nebo „důležitý“, a to vždy ve vztahu k vědění „závažná duchovní moudrost,“ „závažné duchovní poznání“, „závažné kvality dobra ve spisech a v osvícenství“, nebo „závažná podstata poznání“.
Slov guru je odvozeno ze sanskrtského slovního kořenu gṛ („vzývat“ nebo „prosit“) a má určitý vztah i ke slovnímu kořenu gur („povznést“ nebo „snažit se“). Tradiční etymologie popisuje termín „guru“ jako vztah mezi světlem a tmou. „Guru je ten, kdo rozptýlí tmu nevědomosti světlem poznání“.

## Gramatické převzetí do češtiny
Internetová jazyková příručka Ústavu pro jazyk český u slova guru uvádí standardní skloňování podle vzoru „pán“, (typ guru, kuli, grizzly, kádí – tedy dokonce je slovo „guru“ jakýmsi podvzorem pro přejatá slova končící na „u“, jako je emu, kakadu, kudu, marabu, nandu, zebu), tedy tvary guru, gurua, guruovi, od vzoru „pán“ se liší pouze 5. pád, v němž se používá tvar 1. pádu. Ve 3. a 6. pádu uvádí pouze dlouhý tvar „guruovi“, nikoliv krátký „guruu“, obdobně v 1. pádě množného čísla pouze „guruové“, nikoliv „gurui“. V poznámce však příručka uvádí, že je heslo „též nesklonné“. Z tištěných slovníků odkazuje pouze na jeden, Akademický slovník cizích slov, který uvádí slovo pouze jako nesklonné.

## Popis
Mnohé směry považují nalezení osobního gurua za jednu z nutných podmínek k cestě k osvícení.
Šrí ádiguru Šankaráčárja konstatuje:
"Tři věci jsou opravdu vzácné a uskuteční se pouze díky nejvyšší Boží milosti: narodit se jako člověk, mít intenzivní touhu po osvobození a najít útočiště u osvíceného mudrce."

Guru je v této souvislosti viděn jako někdo, kdo přijatého žáka důvěrně zasvětí do posvátného vědění a doprovází ho na této cestě od začátku až do konečného vysvobození z koloběhu života a smrti (samsára).

### Brhaspati
V Upanišadách se název Guru vztahuje ke světci Brihaspatimu. V džjótiš (védské astronomii a astrologii) je Guru (Brihaspati, Jupiter) vládce všech planet.

### Učitel
V současné Indii se slovo guru všeobecně užívá pro učitele a v západním světě se užití tohoto slova rozšířilo i na toho, kdo vyniká v nějakém oboru a má následovníky (např. management guru). Metaforicky se toto slovo užívá i k pojmenování osob, které se zabývají duchovnem nebo mají specifické duchovní schopnosti.